# Szerrádó íbisz
A szerrádó íbisz (Theristicus caudatus) a madarak (Aves) osztályának a gödényalakúak (Pelecaniformes) rendjébe, ezen belül az íbiszfélék (Threskiornithidae) családjába és az íbiszformák (Threskiornithinae) alcsaládjába tartozó faj.

## Elterjedése
Dél-Amerikában honos, Kolumbiától délre Uruguayig és Argentína északi, valamint Chile déli részén él. 
Síkvidéki erdőkben, pampákon, mocsarakban valamint folyók és tavak mentén fordul elő.

## Alfajok
- Theristicus caudatus caudatus
- Theristicus caudatus hyperorius

## Megjelenése
A csőre hegyétől a farka végéig 76 centiméter hosszú. Mindkét nem egyforma színezetű. Alapszíne fakó vörösesbarna, szárnyai szürkék, hasa, farka és a csőre fekete, lábai vörösek.

## Életmódja
Kisebb állatokra, így rovarokra, rákokra, halakra, kétéltűekre, kígyókra és apróbb emlősökre vadászik, ideje java részét a talajszinten tölti.

## Szaporodása
Magas fákra épített fészkébe a tojó 2-4 tojást rak.